# Забайкальська республіка

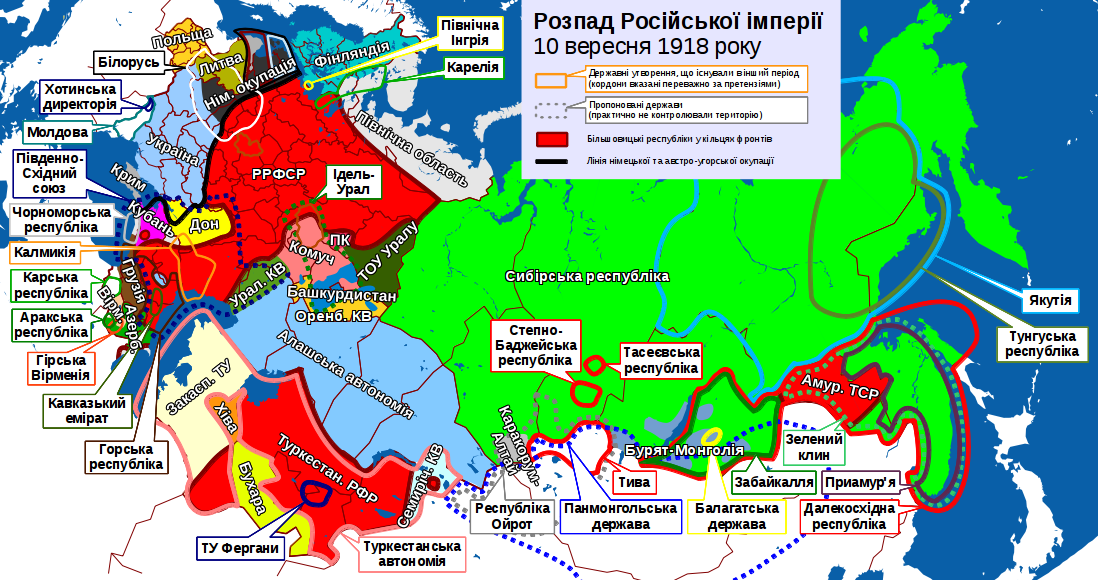
Забайкальська Республіка у вересні 1918 року

Забайкальска республіка [Архівовано 22 лютого 2014 у Wayback Machine.](у деяких джерелах також Забайкальська біла державність [Архівовано 3 січня 2020 у Wayback Machine.] [Архівовано 21 лютого 2014 у Wayback Machine.], Забайкальська козача республіка  [Архівовано 7 травня 2013 у Wayback Machine.] [Архівовано 22 лютого 2014 у Wayback Machine.] [Архівовано 22 лютого 2014 у Wayback Machine.] [Архівовано 27 лютого 2014 у Wayback Machine.] — структури влади, що виникли в ході Громадянської війни на території Забайкалля в рамках Білого руху, що існували з 1918 по 1920 рік. Була насильно знищена більшовиками.

## Історія
Після тимчасового падіння Радянської влади, 25 серпня 1918 року в Читі був створений орган влади, до складу якого увійшли меншовик І. А. Ваксберг, есер С. О. Вологодський, кадет Н. Л. Ананьін, соціаліст KC Шрейєр та інші. Новим органом влади було визнано Тимчасовий Сибірський уряд, а також анульовані розпорядження про ревізії і конфіскації, введені радянськими органами.
14 вересня 1918 року в Читу прибув отаман Григорій Семенов, після чого, за підтримки японського командування почався його стрімкий рух до влади. Він стає командувачем окремої східносибірські армії, обирається військовим отаманом, а 9 червня 1919 року призначається урядом Олександра Колчака уповноваженим з охорони порядку і громадського спокою в Забайкальської області.
Зосередивши в своїх руках всю повноту цивільної та військової влади, отаман зберіг і представницькі органи влади — обласні та повітові земські збори, дозволив діяльність профспілок. Верховними органами влади були Народні збори і уряд Забайкальської республіки, сформовані колишнім отаманом Забайкальського козачого війська (згодом — Верховним Головнокомандувачем Східним фронтом Російської армії, Верховним Головнокомандувачем Далекосхідної армії) генерал-лейтенантом Григорієм Семеновим ще в період Сибірської республіки.
При негативному особистому ставлення до діяльності будь-яких політичних партій, Семенов допустив багатопартійність, право на політичну діяльність отримали навіть більшовики. B перші місяці існування державності, в боротьбі з невдоволенням населення, Семенов зробив основну ставку на терор, що, в результаті, прискорило початок масового партизанського руху. Після цього, Семенов взяв курс на лібералізацію білого режиму, але ліквідувати конфлікт зі значними верствами населення йому не вдалося. З поразкою Колчака почався новий період.
4 січня 1920 року верховний правитель передав Семенову всю повноту військової і цивільної влади на всій території Російської Східної Околиці (РВО). У зв'язку з цим, Семеновим було сформовано уряд РВО, який очолив кадет С. А. Таскін.
З утворенням Далекосхідної Республіки, — протекторату Радянської Росії на Далекому Сході, — ще очевидніше стала безперспективність військового протистояння. З цього моменту починаються пошуки шляхів мирного розв'язання проблем цивільної влади. Цьому мало сприяти скликання Крайового народного зібрання 6 липня 1920 року і Тимчасових Східно-Забайкальських народних зборів 12 вересня 1920 року. Семенов погодився навіть на встановлення контактів з представниками Радянської Росії. Але радянський уряд вже ухвалив рішення про ліквідацію східної білої державності збройним шляхом, і лише чекав закінчення японської інтервенції. 19 жовтня 1920 року японці залишили Забайкалля, і в цей же день частини Амурського фронту НРА ДВР почали наступ на Читу. 21 листопада 1920 року було завершено збройне насильницьке завоювання Забайкалля, що ознаменувало кінець існування Забайкальської білої державності.